# Eurovision Song CZ 2018
Eurovision Song CZ 2018 fand im Januar 2018 statt und war der tschechische Vorentscheid für den Eurovision Song Contest 2018 in Lissabon. Der Vorentscheid fand vollständig online statt. Mikolas Josef gewann mit dem Titel Lie to Me.

## Konzept

### Format
Zuerst sollte der tschechische Beitrag intern bestimmt werden. Am 5. Januar 2018 wurde bekannt, dass der Vorentscheid komplett online ablaufen wird und somit nicht im Fernsehen übertragen wird. Vom 8. Januar bis zum 28. Januar 2018 hatten Fans die Möglichkeit, in der offiziellen Eurovision App für ihre Favoriten abzustimmen. Dabei konnten Fans weltweit kostenlos abstimmen, allerdings zählten nur die Stimmen aus Tschechien. Dies entsprach 50 % des Endergebnisses. Die restlichen 50 % stammten von einer internationalen Jury. Das Ergebnis der Jury wurde am 22. Januar 2018 bekannt gegeben. Am 29. Januar 2018 wurde der Sieger des Vorentscheides bekannt gegeben.

### Internationale Jury
Am 22. Januar 2018 gab ČT die zehn Mitglieder der internationalen Jury bekannt, die 50 % des Endergebnisses bestimmten. Diese bestand aus folgenden ehemaligen Eurovision Teilnehmern:
- Iveta Mukuchyan (Teilnehmerin für Armenien 2016)
- Dami Im (Teilnehmerin für Australien 2016)
- Norma John (Teilnehmer für Finnland 2017)
- Liora (Teilnehmerin für Israel 1995)
- Jalisse (Teilnehmer für Italien 1997)
- SunStroke Project (Teilnehmer für Moldau 2010 & 2017)
- Nathan Trent (Teilnehmer für Österreich 2017)
- Robin Bengtsson (Teilnehmer für Schweden 2017)
- Sanja Vučić (Teilnehmerin für Serbien 2016)
- Naviband (Teilnehmer für Weißrussland 2017)

### Beitragswahl
Im Sommer 2017 konnten Interessierte Beiträge einreichen. Dabei durften auch internationale Komponisten Beiträge einreichen. Insgesamt erhielt ČT über 400 Beiträge, von denen 36 von tschechischen Komponisten stammten. Aus den eingereichten Beiträgen wurden sechs ausgewählt, die im Januar am Vorentscheid teilnahmen. Es wurde besonders darauf geachtet, mehrere Genres abzudecken.

## Teilnehmer

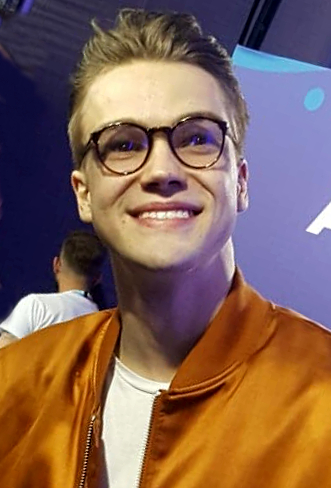
Der Gewinner der tschechischen Vorentscheidung: Mikolas Josef

Am 8. Januar 2018 gab ČT die sechs Teilnehmer des Vorentscheides bekannt. Am 23. Januar gab ČT bekannt, dass Mikolas Josef das Juryvoting mit 68 Punkten gewonnen hat. Die restlichen Juryergebnisse wurden dabei nicht bekannt gegeben, wurden später aber am 29. Januar mit den Ergebnissen des Onlinevotings veröffentlicht.
| Platz | Interpret     | Lied Musik (M) und Text (T)                                  | Sprache  | Übersetzung (Inoffiziell) | Jury    | Jury   | Zuschauerstimmen (Eurovision-App) | Gesamt |
| Platz | Interpret     | Lied Musik (M) und Text (T)                                  | Sprache  | Übersetzung (Inoffiziell) | Stimmen | Punkte | Zuschauerstimmen (Eurovision-App) | Gesamt |
| ----- | ------------- | ------------------------------------------------------------ | -------- | ------------------------- | ------- | ------ | --------------------------------- | ------ |
| 1.    | Mikolas Josef | Lie to Me M/T: Mikolas Josef                                 | Englisch | Lüge mich an              | 68      | 8      | 8                                 | 16     |
| 2.    | Debbi         | High on Love M/T: Ellie Wyatt, Jon Hällgren, Mahan Moin, DWB | Englisch | Beflügelt von Liebe       | 54      | 6      | 3                                 | 09     |
| 3.    | Eva Burešová  | Fly M: Václav Noid Bárta; T: David Vostrý                    | Englisch | Fliegen                   | 27      | 2      | 6                                 | 08     |
| 3.    | Pavel Callta  | Never Forget M/T: Pavel Callta                               | Englisch | Niemals vergessen         | 34      | 4      | 4                                 | 08     |
| 5.    | Doctor Victor | Stand Up M/T: Doctor Victor                                  | Englisch | Stehe auf                 | 30      | 3      | 1                                 | 04     |
| 5.    | Eddie Stoilow | We Rule This World M: Jan Žampa; T: Jan Martínek             | Englisch | Wir regieren diese Welt   | 27      | 2      | 2                                 | 04     |